# Mitake-no-Jindai-Zelkove

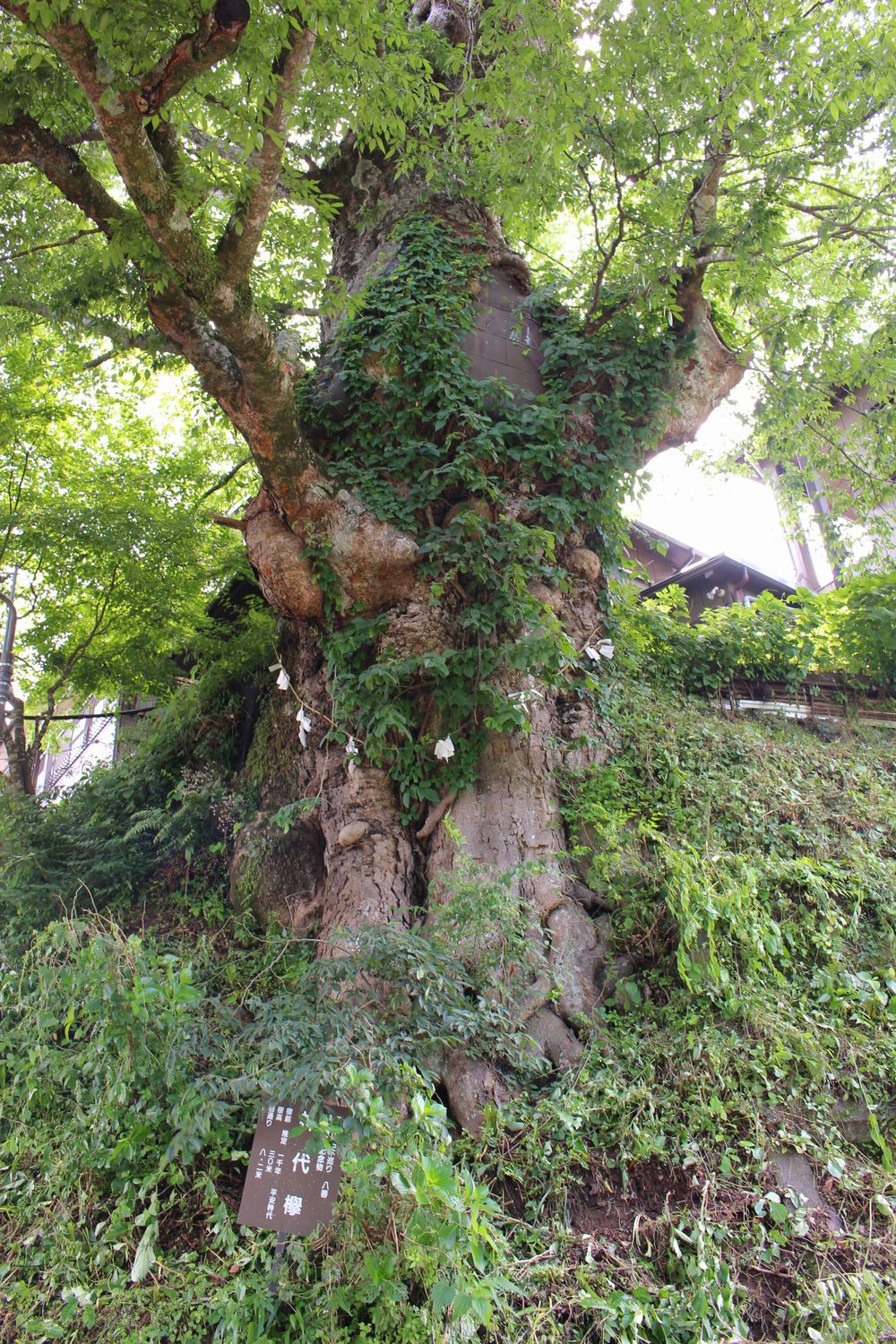
Die Zelkove im Juli 2022

Die Mitake-no-Jindai-Zelkove (japanisch 御岳ノ神代欅 Mitake no Jindai-Keyaki) ist eine sehr alte Japanische Zelkove (Zelkova serrata) und befindet sich in Ōme in der Präfektur Tokio auf dem Berg Mitake auf etwa 840 m. Nicht weit entfernt befindet sich der Musashi Mitake-Schrein (武蔵御嶽神社, Musashi Mitake-jinja).
Der Baum hat einen Stammumfang von 8,2 m, eine Höhe von etwa 30 m und wird auf ein Alter von ungefähr 600 Jahren geschätzt.
Die Zelkove wurde am 18. Februar 1928 zum nationalen Naturdenkmal ernannt nach Auszeichnungskriterium 2.1 („Alte Bäume von historischem Interesse, riesige Bäume, alte Bäume, deformierte Bäume, kultiviertes Industrieholz, Bäume an Straßen, Schrein-Wälder“).